# 板津邦夫
板津 邦夫（いたづ くにお、1931年4月14日 - 2023年1月26日）は、日本の彫刻家。北海道教育大学名誉教授。
北海道出身。北海道札幌東高等学校、東京芸術大学卒業。東京芸術大学では石井鶴三に師事した。木の特性を生かした、土俗的風合いを持った自由で斬新な木彫作品で知られる。北海道教育大学旭川校の彫刻ゼミの卒業生らでつくる彫刻グループ「青銅会」の設立者・指導者。

## 略歴
- 1931年　北海道に生まれる
- 1956年　東京芸術大学彫刻専攻科修了
- 1959年　北海道美術協会会員
- 1961年　北海道教育大学旭川分校（現・旭川校）着任
- 1965年　自由美術協会会員
- 1995年　北海道教育大学名誉教授

## 受賞
- 1965年　第28回自由美術展佳作受賞
- 1965年　第29回自由美術展自由美術賞受賞
- 1980年　第3回北海道現代美術館展優秀賞受賞
- 1986年　旭川市文化奨励賞受賞

## 主な作品
- 北の柱頭（1961年、芸術の森美術館所蔵）
- 双貌（1964年、北海道立旭川美術館所蔵）
- 人 (い)（1965年、芸術の森美術館所蔵）
- 幣（1965年、北海道立旭川美術館所蔵）
- 木のなかの顔（1967年、北海道立旭川美術館所蔵）
- 星と月と（1972年）
- 木偶（1977年、芸術の森美術館所蔵）
- 仮面（1979年、北海道立旭川美術館所蔵）
- 大きな仮面（1981年、北海道立旭川美術館所蔵）
- 夜の日時計（1981年、北海道立旭川美術館所蔵）
- 木の花（1981年、北海道立旭川美術館所蔵）
- 木の人（1984年、北海道立旭川美術館所蔵）
- 風神・雷神（1990年）